# Simone Brangier Boas
Simone Marthe Brangier Boas (ur. 3 lutego 1895 w La Crèche, zm. 17 czerwca 1981 w Filadelfii) – amerykańska rzeźbiarka modernistyczna francuskiego pochodzenia.

## Życiorys
Urodziła się 3 lutego 1895 roku jako Simone Marthe Brangier w La Crèche, w rodzinie Pierre’a Armanda Brangiera i Marie-Louise Geiser. W 1904 roku emigrowała do Stanów Zjednoczonych, a w 1921 roku przyjęła amerykańskie obywatelstwo. W 1917 roku ukończyła studia na Uniwersytecie Kalifornijskim w Berkeley, kształciła się także w kalifornijskiej szkole sztuk pięknych w pracowni Leo Lentelliego. Podczas zajęć w Berkeley na temat jaźni poznała swego przyszłego męża, doktoranta George’a Boasa.
Podczas I wojny światowej Brangier wyjechała do Francji by nieść pomoc uchodźcom, za co później została odznaczona Medalem Wdzięczności Francuskiej. Utrzymała kontakt z Boasem, który zaciągnął się do amerykańskich sił zbrojnych i służył jako adjutant u generała Charlesa Kilburna. Po wojnie Brangier studiowała na Académie de la Grande Chaumière u Antoine’a Bourdelle’a.
W 1921 roku wyszła za mąż za Boasa. Para osiadła w Baltimore, gdzie Boas rozpoczął pracę na Uniwersytecie Johnsa Hopkinsa.
Boas należała do członków założycieli Sculptors Guild. Historyczka sztuki Charlotte Streifer Rubinstein scharakteryzowała prace artystki, które przedstawiały masywne, stylizowane głowy i postaci w zamkniętej bryle, jako wierne surowcowi rzeźbiarskiemu. Jedną z takich prac była rzeźba Ceres (1926): wyrzeźbiona z mahoniu postać trzymająca róg obfitości, którą zakupiły siostry Cone. Była to jedyna amerykańska rzeźba w ich kolekcji. Z kolei praca Mother and Child (1932), która zdobyła dwie nagrody w Baltimore, znalazła się na wystawie Painting and Sculpture from 16 American Cities (1933–1934) prezentowanej w Museum of Modern Art, a dziś należy do zbiorów Baltimore Museum of Art, w którym Boas także wykładała. Jej twórczość została również zaprezentowana m.in. w ramach Wystawy Światowej w Nowym Jorku w 1939 roku.
Podczas II wojny światowej ponownie zaangażowała się w niesienie pomocy uchodźcom, kierując w latach 1939–1948 oddziałem organizacji Committee for Franco-British Relief i jej zastępcy, American Aid to France. Za swą pracę została odznaczona orderem Legii Honorowej klasy V.
Zmarła 17 czerwca 1981 roku w domu opieki w Filadelfii.